# Neu-Aspermont
Neu-Aspermont est un château fort, aujourd'hui en ruines, situé sur le territoire de la commune grisonne de Jenins, en Suisse.

## Histoire
La date exacte de construction du château n'a pas été conservée, mais remonte probablement à la première moitié du XIIIe siècle et est l'œuvre des seigneurs d'Aspermont dont il est le siège jusqu'en 1275. Il passe ensuite entre plusieurs mains avant d'être pris par les troupes grisonnes qui le détruisent partiellement en 1499. Reconstruit par Johann von Marmels, il est ensuite revendu aux Trois Ligues en 1536 avant d'être abandonné dès la fin du XVIIe siècle.
L'ensemble est inscrit comme bien culturel d'importance nationale.

## Sources
- (de) Cet article est partiellement ou en totalité issu de l’article de Wikipédia en allemand intitulé « Burg Neu-Aspermont » (voir la liste des auteurs).